# اولکساندر پوتولنیتسکی
اولکساندر پوتولنیتسکی (انگلیسی: Oleksandr Potulnytskiy؛ زادهٔ ۱۷ آوریل ۱۹۶۹) ورزشکار واترپلو اهل اوکراین است.

## حرفه
وی همچنین یکی از بازیکنان واترپلو بازی‌های المپیک تابستانی ۱۹۹۶ بوده‌است.